# Parnassius behrii
Espèce
Parnassius behrii ou Apollon de la Sierra Nevada est une espèce d'insectes lépidoptères (papillons) de la famille des Papilionidae, de la sous-famille des Parnassiinae et du genre Parnassius.

## Dénomination
Parnassius behrii a été nommé par William Henry Edwards en 1870.
Il a été considéré comme une sous-espèce de Parnassius smintheus, Parnassius smintheus behrii par Dyar en 1903

### Noms vernaculaires
Parnassius behrii se nomme Sierra Nevada Parnassian en anglais.

## Description
Parnassius behrii est un papillon de taille moyenne, d'une envergure de 49 mm à 53 mm, au corps est velu comme celui de tous les papillons du genre Parnassius et les poils de l'abdomen sont jaune. Son corps est noir et ses antennes sont noires annelées de blanc.
Les ailes sont blanches,les ailes antérieures sont ornées de taches noires sur le bord costal et d'une ligne submarginale de chevrons gris, présents aussi aux ailes postérieures qui sont marquées par deux taches roses ou rouges, cernées de noir.
Le revers est semblable.

## Biologie

### Période de vol et hivernation
Il vole en une génération de mi-juillet à début septembre.
Il hiverne au stade d'œuf.

### Plantes hôtes
Les plantes hôtes de ses chenilles sont des Sedum.

## Écologie et distribution
Il est présent dans l'ouest de l'Amérique du Nord en Californie.

### Biotope
Il réside dans la Sierra Nevada.

### Protection
Pas de statut de protection particulier.